# Bolivar (Pennsylvanie)
Pour les articles homonymes, voir Bolívar.
Bolivar est un borough situé au nord du comté de Westmoreland, en Pennsylvanie, aux États-Unis,. En 2010, il comptait une population de 465 habitants, estimée au 1er juillet 2020 à 428 habitants. Le borough est fondé en 1829 et incorporé le 25 novembre 1863.

## Démographie
Lors du recensement de 2010, le borough comptait une population de 465 habitants. Elle est estimée, en 2020, à 428 habitants.